# پیپت سینه‌زرد
پیپت سینه‌زرد (به لاتین: Anthus chloris) پرندهای از خانوادهٔ دم‌جنبانکیان و یکی از گونه‌های پیپت‌ها است و زیستگاهش دشت‌های مرتفع، مراتع و کشتزارهای آفریقای جنوبی و لسوتو می‌باشد.
حیات این پرنده به دلیل تخریب محیط زیستش مورد تهدید جدی قرار گرفته است و جمعیت اندک آن که در سال ۲۰۰۰ بین ۲۵۰۰ تا ۶۵۰۰ عدد تخمین زده شده بوده همچنان رو به کاهش است. این موضوع سبب شده تا اتحادیه بین‌المللی حفاظت از محیط زیست، نام پیپت سینه‌زرد را از ۱۹۹۴ به‌بعد در فهرست گونه‌های آسیب‌پذیر قرار دهد.